# Gualtiero Isacchi
Gualtiero Federico Isacchi (Lecco, 7 settembre 1970) è un arcivescovo cattolico italiano, dal 28 aprile 2022 58º arcivescovo di Monreale.

## Biografia
Nasce a Lecco, allora in provincia di Como e arcidiocesi di Milano, il 7 settembre 1970. Figlio di Pietro, originario di Valmadrera, e Mariuccia Motta, originaria di Brivio, cresce a Seregno. Riceve il battesimo e la confermazione a Valmadrera, dove era parroco lo zio monsignor Silvano Motta.

### Formazione e ministero sacerdotale
Dopo aver frequentato le scuole medie presso il seminario minore di Merate e il liceo in quello di Seveso, passa al seminario vescovile di Albano Laziale, dove nel frattempo si era trasferita la famiglia. Dal 1990 è alunno del seminario filosofico-teologico internazionale "Giovanni Paolo II" a Roma e consegue il baccalaureato in sacra teologia presso la Pontificia Università Lateranense.
Il 7 dicembre 1994 è ordinato presbitero, per la sede suburbicaria di Albano, dal vescovo Dante Bernini.
Dopo l'ordinazione è nominato vicario parrocchiale della parrocchia di Sant'Eugenio I Papa a Pavona; della stessa parrocchia è parroco dal 1999 al 2004. È direttore del centro diocesano oratori e dell'ufficio diocesano di pastorale giovanile, dal 1997 al 2006, e direttore dell'ufficio di pastorale vocazionale, dal 1998 al 2000. È membro del consiglio presbiterale diocesano, dal 2003, e del consiglio pastorale diocesano, dal 2004.
Dal 2005 ricopre gli incarichi di rettore del seminario vescovile, fino al 2013, e direttore ad interim dell'ufficio comunicazioni sociali, fino al 2006; in quell'anno diventa vicario episcopale per il coordinamento della pastorale. Nel 2010 il vescovo di Albano Marcello Semeraro lo nomina anche economo diocesano.
Il 4 aprile 2009 papa Benedetto XVI gli conferisce il titolo onorifico di cappellano di Sua Santità.

### Ministero episcopale
Il 28 aprile 2022 papa Francesco lo nomina arcivescovo di Monreale; succede a Michele Pennisi, dimessosi per raggiunti limiti di età. Il 31 luglio successivo riceve l'ordinazione episcopale, nella cattedrale di Monreale, dal cardinale Marcello Semeraro, prefetto del Dicastero delle cause dei santi, co-consacranti l'arcivescovo Michele Pennisi, suo predecessore, e il vescovo di Albano Vincenzo Viva. Durante la stessa celebrazione prende possesso canonico dell'arcidiocesi.

## Genealogia episcopale
La genealogia episcopale è:
- Cardinale Scipione Rebiba
- Cardinale Giulio Antonio Santori
- Cardinale Girolamo Bernerio, O.P.
- Arcivescovo Galeazzo Sanvitale
- Cardinale Ludovico Ludovisi
- Cardinale Luigi Caetani
- Cardinale Ulderico Carpegna
- Cardinale Paluzzo Paluzzi Altieri degli Albertoni
- Papa Benedetto XIII
- Papa Benedetto XIV
- Papa Clemente XIII
- Cardinale Marcantonio Colonna
- Cardinale Giacinto Sigismondo Gerdil, B.
- Cardinale Giulio Maria della Somaglia
- Cardinale Carlo Odescalchi, S.I.
- Cardinale Costantino Patrizi Naro
- Cardinale Lucido Maria Parocchi
- Papa Pio X
- Papa Benedetto XV
- Papa Pio XII
- Cardinale Carlo Confalonieri
- Cardinale Corrado Ursi
- Arcivescovo Cosmo Francesco Ruppi
- Cardinale Marcello Semeraro
- Arcivescovo Gualtiero Isacchi

## Araldica
| Stemma | Blasonatura |
| ------ | --- |
|        | D'oro cappato di rosso, alla cornucopia posta in fascia, ricolma di spighe e grappoli d'uva il tutto al naturale: la cappa destra alla stella (8) del primo, la cappa sinistra alla fiamma dello stesso. |